# Caja de Compensación Familiar

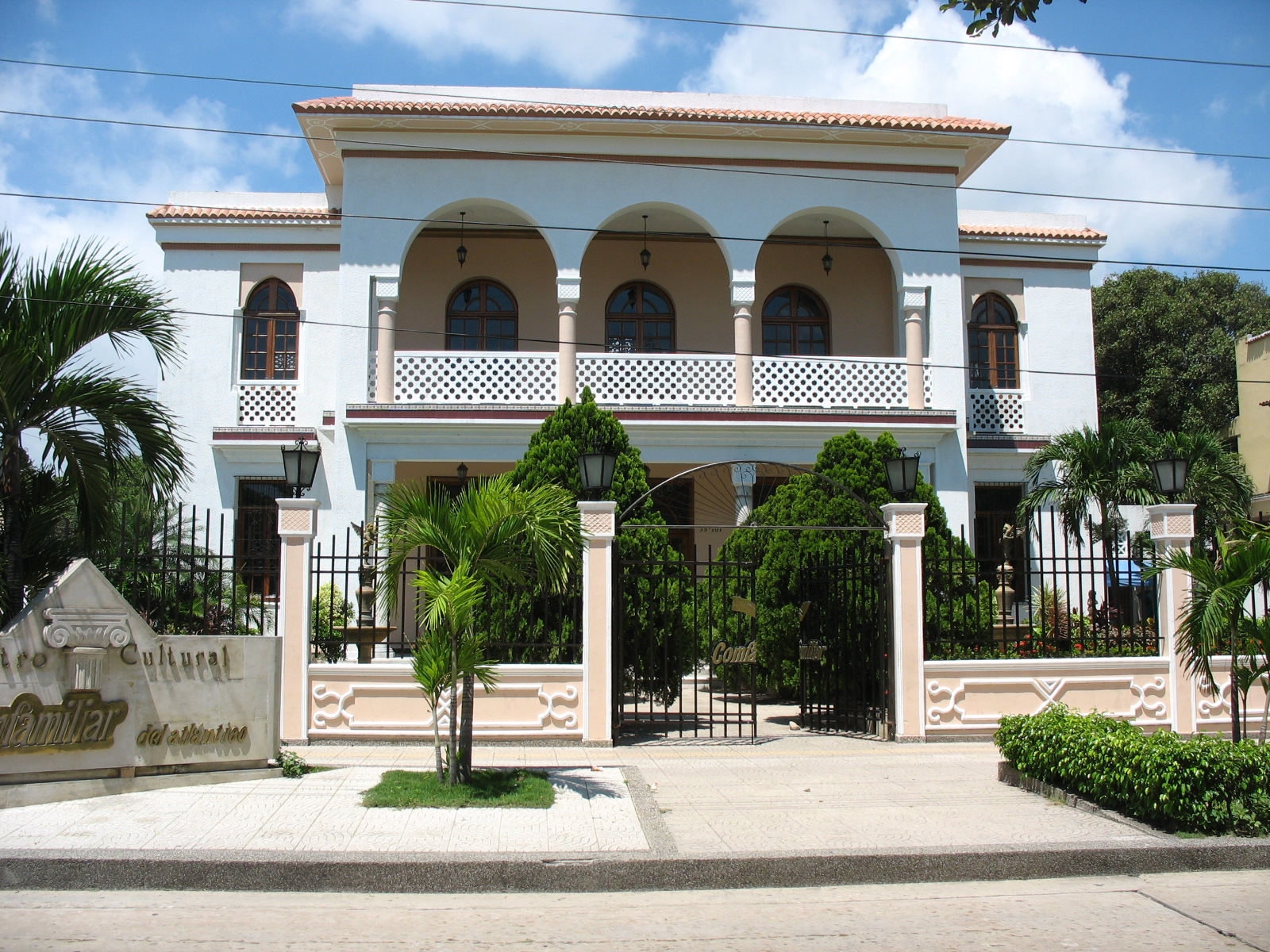
Das Centro Cultural Comfamiliar des Comfamiliar Atlántico in Barranquilla

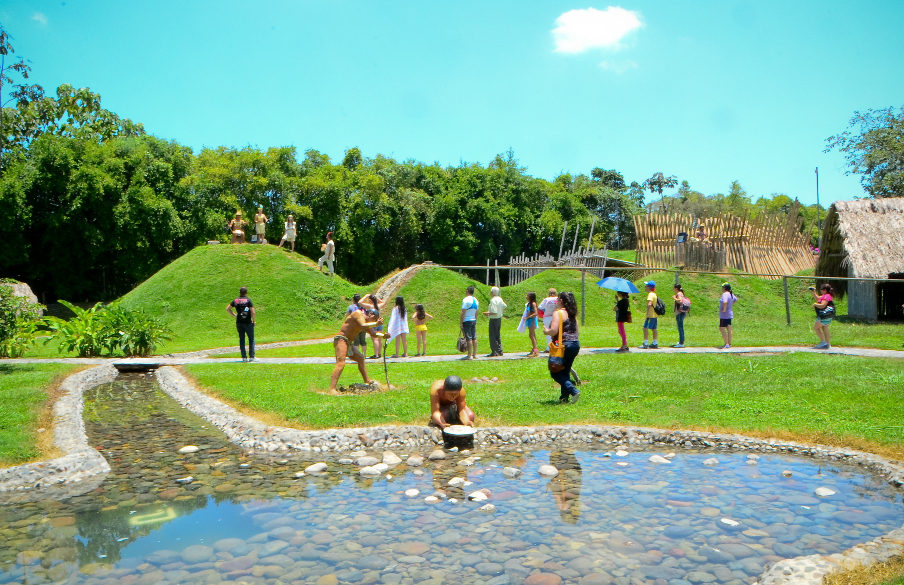
Der Freizeitpark Consotá des Comfamiliar Galicia in Pereira

Caja de Compensación Familiar bezeichnet Familienausgleichskassen in Kolumbien. Die Cajas de Compensación Familiar entstanden nach dem Dekret 118 von 1957 in den meisten Departementen. Sie sorgen für soziale Sicherheit und sind staatlich kontrolliert. Große Cajas de Compensación Familiar wie die Cafam in Bogotá sind im Kredit- und Versicherungswesen, im Tourismus, in der Gesundheitsbranche, in der Bildung und im Wohnungswesen tätig: Sie führen eigene Apotheken, Hotels, Kongresszentren, Freizeitclubs und Schulen.